# Дмитро Гаврас
Дмитро (14 століття) — «князь» Теодоро в Криму в 1362–1368 роках.

## Життєпис
Теорія, що Дмитро був князем Теодоро є гіпотезою, що нічим не підкріплено. Також ймовірно не належав до роду Гаврасів, його походження достеменно не відомо. Напевне походив зі знаті кримських готів, чи змішано гото-аланської знаті, оскільки у південнозахідній частині Кримського улусу розташовувався Аланський тумен.
Від 1362 року є згадка про відновлення фортець Пойка (на горі з такою ж назвою) та Дорос (у татар відоме як Мангуп), які відновив геконтарх (аналог ординської посади сада), тобто сотник, Дмитро. Напис про це зроблено на мармуровій таблиці, яку виявлено у кладці Мангупської фортеці. Він й був, хто почав першим розбудовувати володіння Дорос-Теодоро. Втім невідомо коли саме обійняв цю посаду. Ймовірно події великої зам'ятні сприяли більш самостійній політиці Дмитра. При цьому мав тюркське ім'я Хуітан, що є спотвореним готського прізвиська Хвітан чи Гутані, яке перекладається як «Білий».
На той час Аланський тумен був відрізаний від Чорного моря генуезцями, які протягом 1347—1352 років захопили порти Сімбалон і Херсон (в межах сучасного Севастополя). У 1365 р. генуезці захопили 18 сіл округу Кінсанус, що входили до складу Готського князівства. Заповзятливі генуезці домовилися на взаємовигідних умовах про розподіл Криму зі своїм союзником — узурпатором Золотої Орди Мамаєм, що дозволило їм відтіснити готів в гори.
Дмитра змінив десь наприкінці 1370-х або напочатку 1380-х років Василь Чичикій